# 诺夫哥罗德坚戈

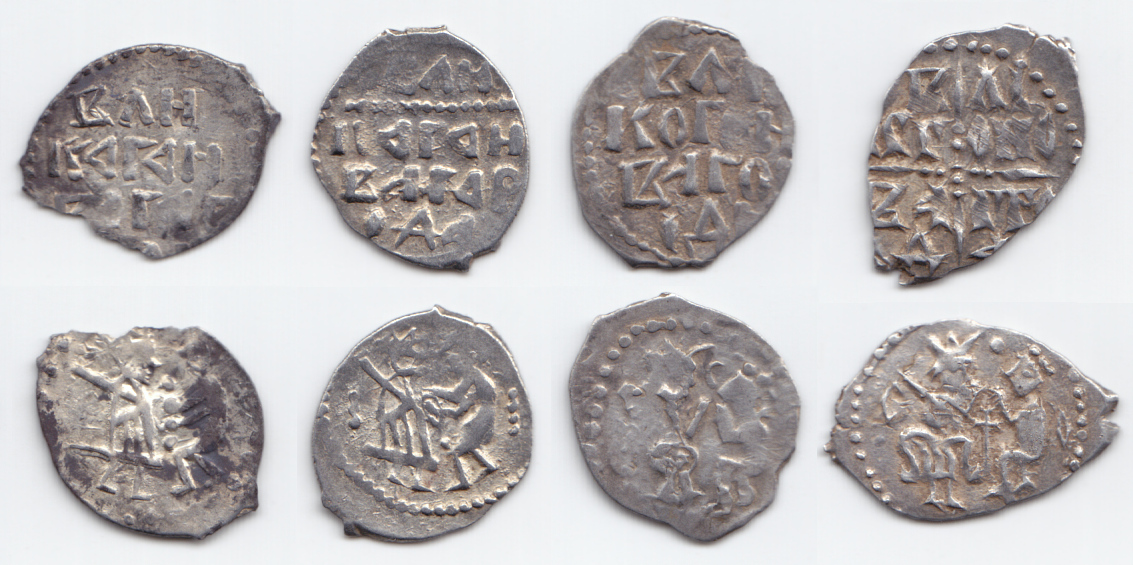
诺夫哥罗德坚戈 1420-1478

诺夫哥罗德坚戈（俄语：Новгоро́дская денга́, новгоро́дка）是从1420年开始在大诺夫哥罗德发行的银币。一開始該銀幣的质量约为0.94克，15世纪下半叶起質量降低到0.78克，1534年又降低至0.68克。